# Вторая Пятилетка (Оренбургская область)
Втора́я Пятиле́тка — посёлок в Беляевском районе Оренбургской области в составе Белогорского сельсовета.

## География
Посёлок расположен на расстоянии менее 6 км (по прямой) на север от районного центра села Беляевка.

## Климат
Климат континентальный с холодной часто малоснежной зимой и жарким, сухим летом. Средняя зимняя температура −15,8 °C; Средняя летняя температура +21,2 °C. Абсолютный минимум температур −44 °C. Абсолютный максимум температур +42 °C. Среднегодовое количество осадков составляет 320 мм в год.

## Население
| 2010 |
| ---- |
| 8    |

Постоянное население составляло 27 человека в 2002 году (русские 59 %), 8 человек в 2010 году.